# Villa Kleineh

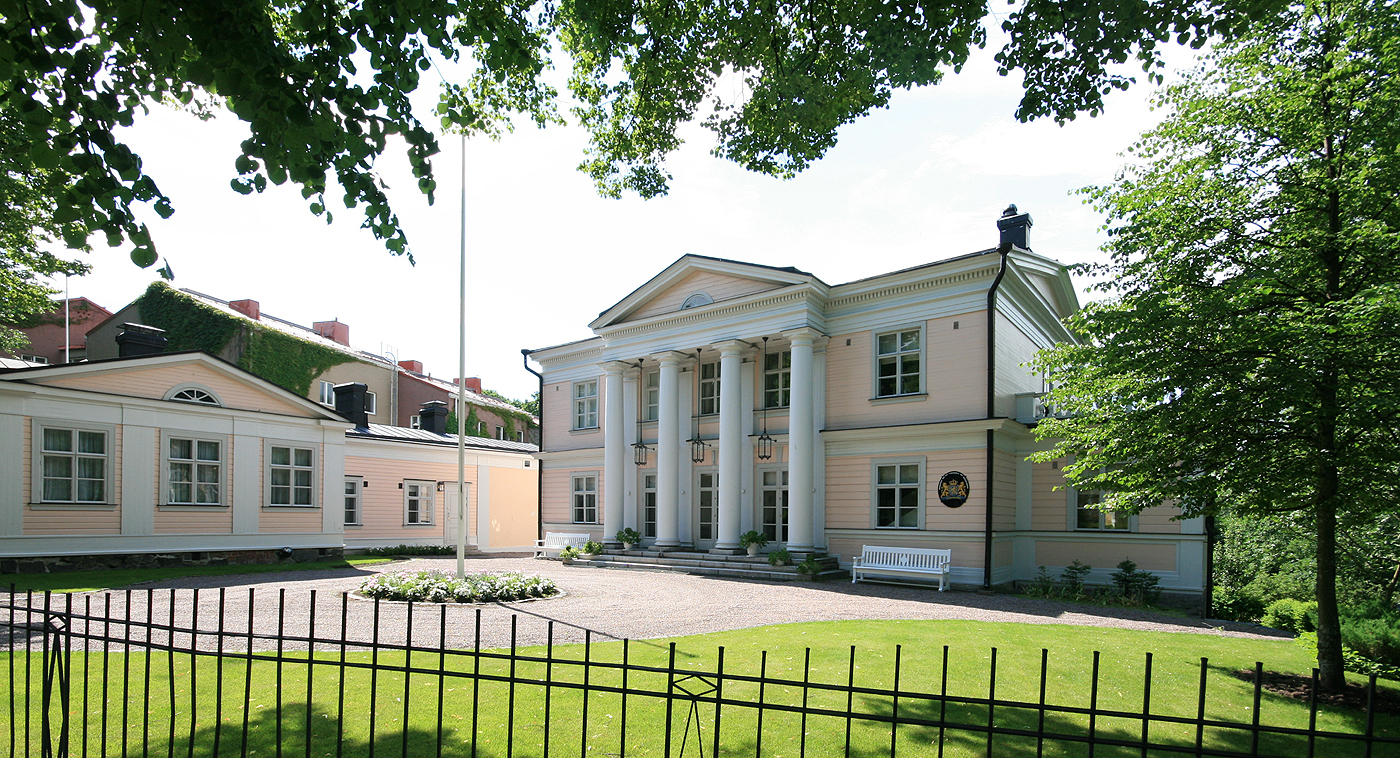
Itäinen Puistotie 7

Villa Kleineh (ook wel het Huis van Adlercreutz) is een oude villa in het stadsgedeelte van Helsinki dat Kaivopuisto heet, tegenover de Kaivohuone. Het is de oudste villa van Kaivopuisto die bewaard is gebleven.
Het gebouw bevindt zich op Itäinen Puistotie 7 en werd gebouwd voor de gasten van de baden van Ullanlinna (een wijk van Helsinki). De kavel werd overgedragen in 1839 en waarschijnlijk was het huis het jaar erna klaar. Het is niet zeker wie de architect is geweest, maar de mogelijkheden strekken van Carl Ludvig Engel en zijn toenmalige leerling Jean Wik tot C.A. Edelfelt. Die laatste is echter erg onwaarschijnlijk, omdat zijn carrière in de tijd dat het huis werd afgemaakt nog niet eens begonnen was.
De "Bad-en Bronhuis Ullanlinna"-maatschappij van Viktor Hartwall, A.W. Astenius en J.A. Decker heeft opdracht gegeven voor de bouw van het huis. Zij verhuurden het ’s zomers aan badgasten. In 1857 kocht restauranthouder Louis Kleineh het huis voor persoonlijk gebruik en dit bleef tot 1928 in bezit van zijn familie. Vanaf die tijd wordt het huis Villa Kleineh genoemd.
De architectuur van het huis vertegenwoordigde de empirestijl en dat werd verder uitgebreid onder leiding van Jean Wik in 1858 en Theodor Decker in 1872. Meer aanpassingen werd in de jaren 1882, 1889 en 1914 gedaan. In 1928 kocht de directeur van het bedrijf Nobel Standard Leopold Lerche de villa, die in het jaar daarop Birger Bederley de opdracht gaf nog grotere aanpassingen te doen dan ooit te voren. In die tijd kreeg Villa Kleineh zijn huidige klassieke uiterlijk.
Lerche stierf al in 1929 en in 1954 erfden de familie van de kinderen van zijn weduwe het huis. Hun familienaam was Adlercreutz en om die reden kreeg de villa ook wel de naam Villa Adlercreutz. Na de Tweede Wereldoorlog was de villa enige tijd in gebruik van de Britse delegatie van de Geallieerde Commissie. Het gebouw met zijn tuin is beschermd vanaf 1965. Na het overlijden van de laatste bewoner, Henrik Adlercreutz, in 1989 kwam het pand in bezit van een projectontwikkelaar en was voornamelijk leeg. De latere eigenaar Merita-bank verhuurde de villa in 1998 als ambtswoning van de ambassadeur van Nederland en het werd twee jaar later aan de Nederlandse staat verkocht. De ambassadeur woont in het huis vanaf november 1999.
In de film Kaivopuiston kaunis Regina (1941) fungeert het huis als zomerhuis van vorstin Popoff. Volgens de lokale spooktradities zwerft de tweede vrouw van Louis Kleineh, Maria Kleineh (geboortenaam Maria Kristina Forsell) nog altijd rond in Villa Kleineh en Kaivopuisto.